# Cinism (atitudine)
În sensul contemporan, cinismul este o atitudine sau o stare de spirit caracterizată de un nivel scăzut de încredere în motivațiile sau justificările aparente ale celorlalți sau o lipsă de credință sau speranță în umanitate. El este uneori considerat ca o formă de descurajare, dar și ca un mod de critică sau de scepticism realist.
Termenul provine inițial de la o școală filosofică din Grecia Antică, așa-numita școală cinică, ce respingea toate convențiile sociale (cu privire la religie, politețe, decență sau „bune maniere”) și pleda pentru practicarea virtuții într-un stil de viață simplu și detașat de mediul exterior. În secolul al XIX-lea, o interpretare ce accentua aspectele negative ale acestei filosofii a condus la o nouă utilizare a cuvântului, care desemnează neîncrederea cu privire la sinceritatea sau bunătatea motivațiilor și acțiunilor umane. Cinicul (contemporan) nu are încredere în morala publică, nici în valorile morale bazate pe consens, mai ales atunci când are așteptări mari față de societate, instituții și autorități, care-l decepționează.
Această stare de spirit se manifestă ca rezultat al frustrării, dezamăgirii și încrederii scăzute sau inexistente în organizațiile, autoritățile și alte aspecte ale societății.

## Apariția cinismului modern
Cinismul clasic, grec și roman, considera virtutea drept singura condiție necesară pentru a fi fericit. Cinicii căutau astfel să se elibereze de convențiile sociale pentru a deveni independenți și a trăi în acord cu phusis (natura). Ei au respins noțiunile legate de obicei de fericire, cum ar fi bogăția, puterea sau faima, considerându-le că sunt opuse practicării virtuții. Această respingere a valorilor sociale convenționale i-a determinat să critice comportamentele induse de ele (în special lăcomia), deoarece acestea ar fi cauza suferinței.
În secolele al XVIII-lea și al XIX-lea, istoricii gândirii au perceput în primul rând caracterul negativ al filozofiei cinice clasice. Din această percepție provine sensul acordat astăzi acestui cuvânt. Bertrand Russell remarcă faptul că sensul actual contrastează cu teoriile cinismului clasic, care susțin practicarea virtuții și libertatea morală pentru eliberarea indivizilor de dorință.
Cinismul modern poate fi definit ca o atitudine de neîncredere față de valorile morale susținute de obicei în societate și ca o respingere a necesității de implicare socială. Relativ opus optimismului, el este mai presus de toate antonimul naivității și este adesea considerat ca fiind produsul societății de masă.
În ciuda caracterului său negativ, cinismul nu se confundă cu depresia sau neurastenia pură. În Critica rațiunii cinice, filozoful Peter Sloterdijk construiește portretul cinicilor moderni:
| “ | La limita melancoliei, ei își pot păstra sub control propriile simptome ale depresiei și, astfel, își pot menține capacitatea de muncă, indiferent ce se întâmplă... Într-adevăr, aceasta este trăsătura esențială a cinismului modern: capacitatea de a lucra, în ciuda a tot ce se poate întâmpla. | ” |

Unul dintre aspectele pozitive ale cinismului este dorința de a expune ipocrizia așa cum este, precum și decalajul dintre idealurile societății și practicile ei.
Cinismul social este rezultatul așteptărilor prea mari cu privire la societate, instituții și autorități; dezamăgite, aceste așteptări se vor transforma în sentimente de dezamăgire și trădare.

## Legături externe
- en The Cynic's Sanctuary
- en The Cynical Web Site
- en Cynicism / Conspiracism  from Project Worldview
- en "Is it worse to be cynical or jaded?" Retrieved 2008-05-30